# Contea autonoma coreana di Changbai
La contea autonoma coreana di Changbai (长白朝鲜族自治县S, Chángbái Cháoxiǎnzú ZìzhìxiànP) è una contea della Cina, situata nella provincia di Jilin e amministrata dalla prefettura di Baishan.